# Replicant (オペレーティングシステム)

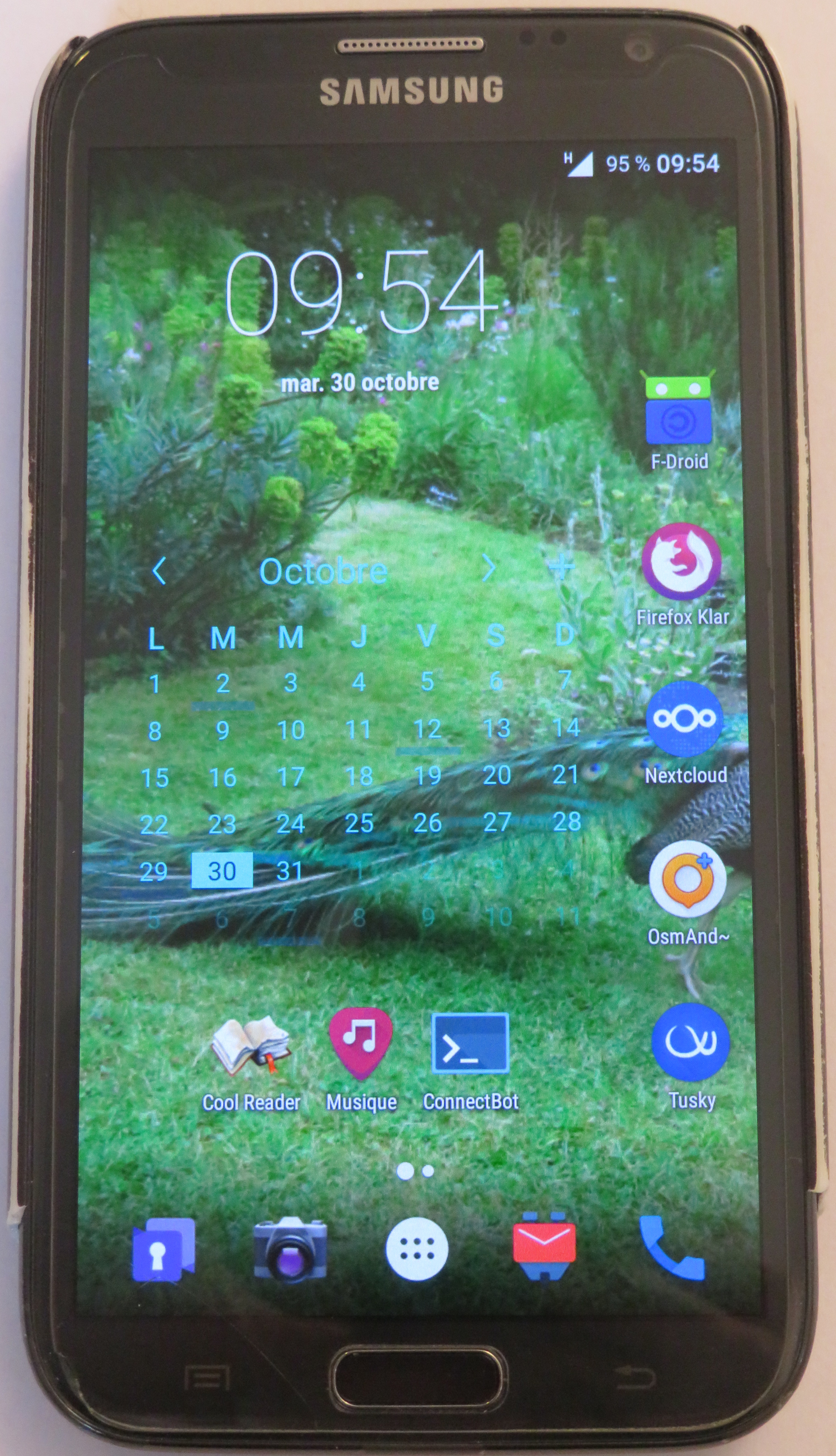
Replicantが入ったスマートフォン

Replicant（レプリカント）とはGNUプロジェクトによって、Androidからプロプライエタリな部分をすべて除き完全に自由にする事を目標に作られた携帯電話用のオペレーティングシステムである。

## 対応デバイス
メンテナンスされているデバイス

- Galaxy S II (GT-I9100)
- Galaxy S III (GT-I9300)
- Galaxy Note (GT-N7000)
- Galaxy Note (GT-N7000)
- Galaxy Note II (GT-N7100)
- Galaxy Nexus (GT-I9250)
- Galaxy Tab 2 7.0 (GT-P31xx)
- Galaxy Tab 2 10.1 (GT-P51xx)
- Galaxy Note 8.0 (GT-N51xx)

メンテナンスされていないデバイス

- GTA04 AX
- Nexus S (GT-I902x)
- Galaxy S (GT-I9000)
- Nexus One
- Dream/Magic

まだ完全には対応していないデバイス

- Galaxy S III 4G (GT-I9305)

## 代替アプリケーション
| アプリケーションの種類 | Replicant | Android     |
| ---------------------- | --------- | ----------- |
| アプリストア           | F-droid   | Google Play |